# After-Sun-Produkte

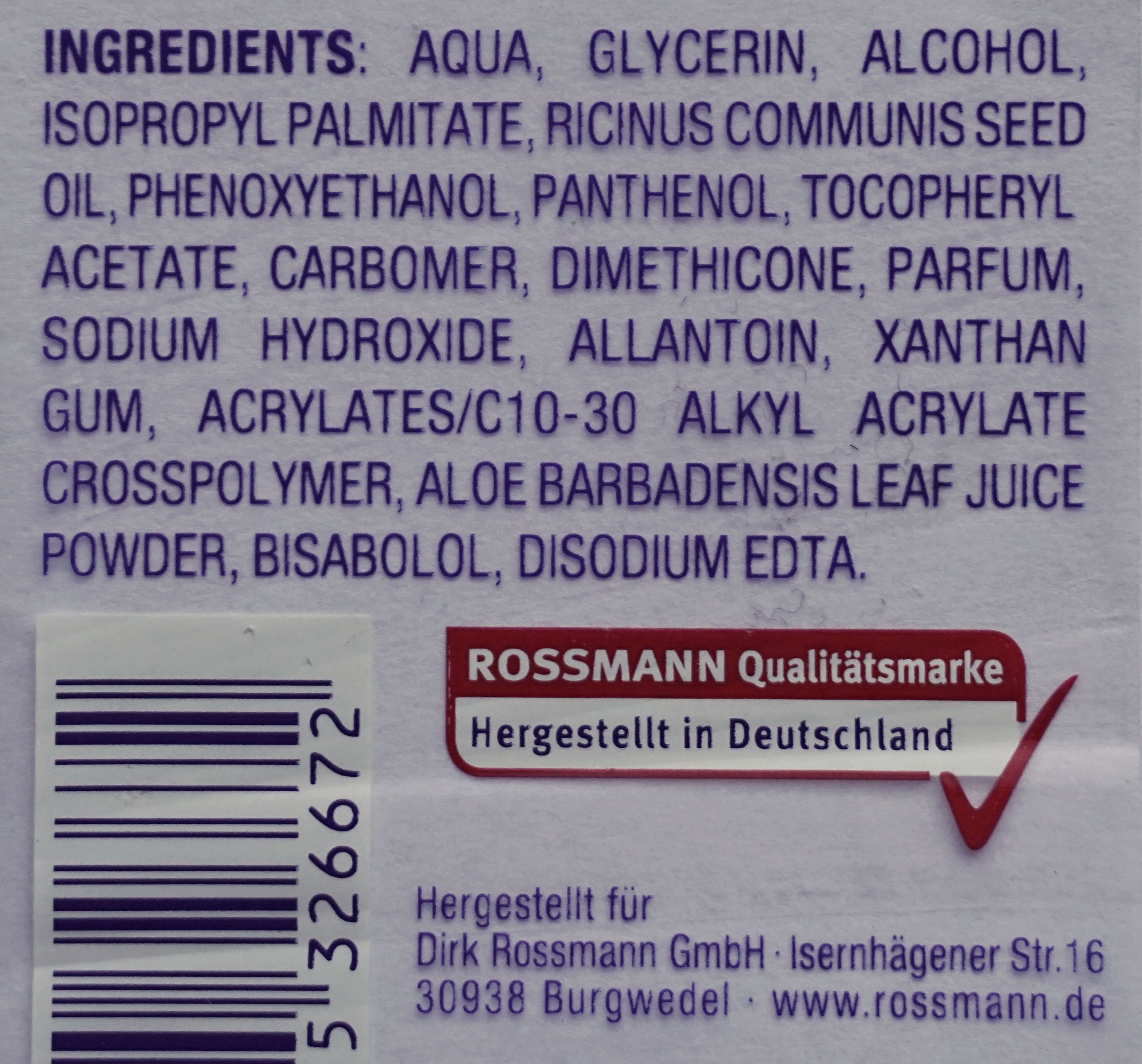
INCI-konforme Angabe der Inhaltsstoffe einer After-Sun-Lotion auf der Rückseite der Packung.

After-Sun-Produkte (auch Aftersun-, Aprèssun-Produkte) umfassen Produkte zur Pflege und Behandlung der Haut, nachdem diese intensivem Sonnenlicht ausgesetzt wurde. Insbesondere im Falle eines Sonnenbrands werden After-Sun-Produkte angewendet.

## Geschichte
Ein wesentlicher Anteil altersbedingter Hautprobleme kann auf die Lichtschädigung durch übermäßige, ungeschützte UV-Lichtexposition zurückgeführt werden. Insbesondere die Rolle von Sonnenlicht, als einer der wesentlichen Faktoren bei der Entstehung von Hautkrebs, wurde zunehmend in den 1940er und 1950er Jahren thematisiert. Mittel zur Behandlung von Sonnenbrand und sogenannte After-Sun-Produkte wurden bereits zum Ende des 19. Jahrhunderts hin benutzt. Beispiele für solche Produkte sind Milchsäure mit Glycerin und Rosenwasser, Wasserstoffperoxid, Iod, Limetten- oder Gurkensaft und Buttermilchbäder.

## Inhaltsstoffe
Die meisten Rezepturen für After-Sun-Produkte ergeben Emulsionen (z. B. Lotionen und Cremes) oder Gele. Diese beinhalten Feuchtigkeitsspender und Wirkstoffe, die einen entzündungshemmenden und antioxidativen Effekt haben. Meistens sind die Wirkstoffe auf pflanzlicher Basis, wie Azulen und Bisabolol aus Kamille und Glycyrrhizin aus der Süßholzwurzel. Auch Extrakte aus verschiedenen Pflanzen, z. B. Hamamelis, Kamille und Aloe Vera, werden verwendet.
Darüber sind Verbindungen wie Allantoin, Menthol, Panthenol, Jojobaöl, Aminosäuren des Seidenproteins Fibroin, Kollagen, ungesättigte Fettsäuren und fettlösliche Vitamine (Vitamin A, C und E) als Inhaltsstoffe in After-Sun-Produkten zu finden. Untenstehende Galerie zeigt beispielhaft die Inhaltsstoffe verschiedener After-Sun-Produkte.

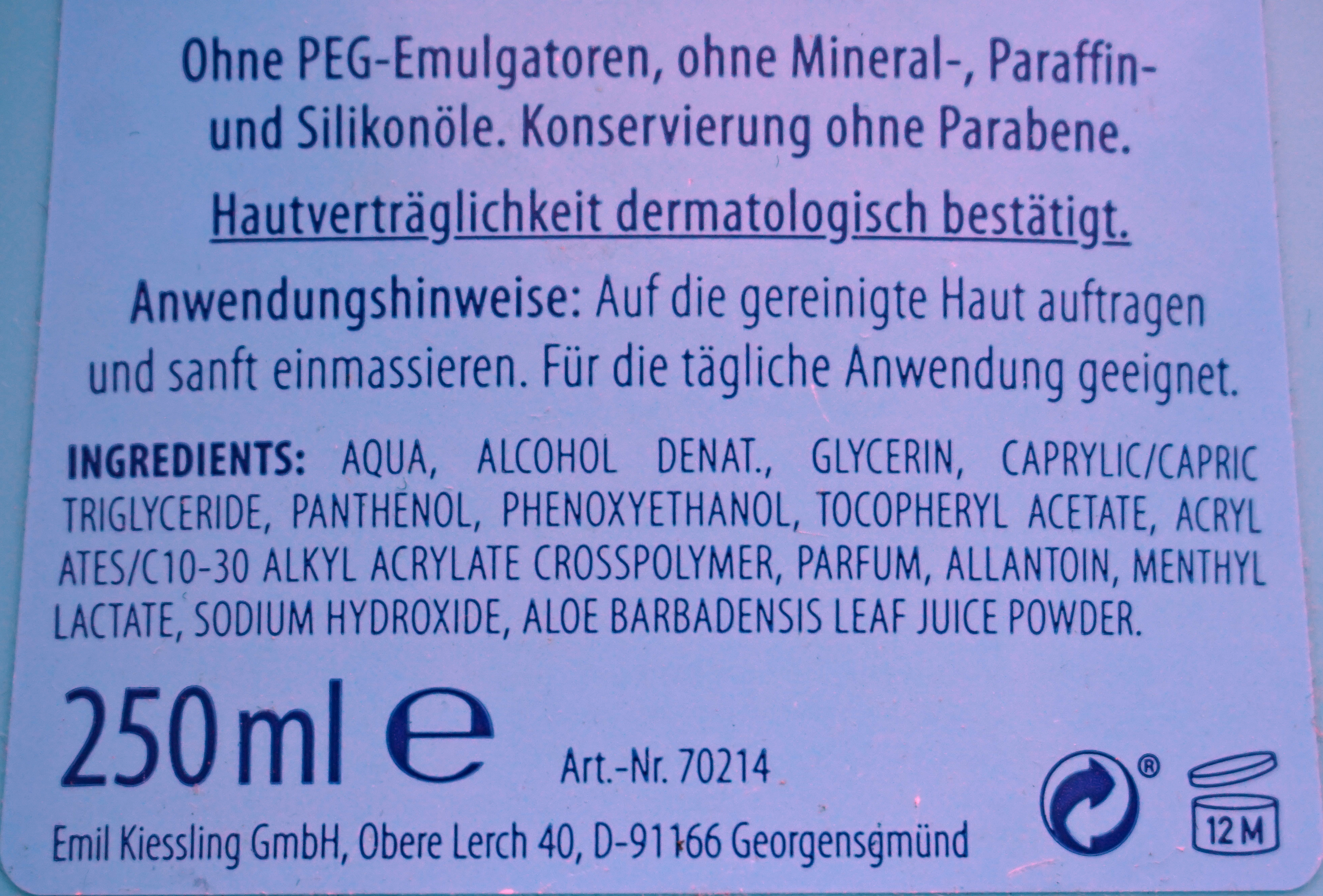
INCI-konforme Angabe der Inhaltsstoffe einer After-Sun-Lotion (1)
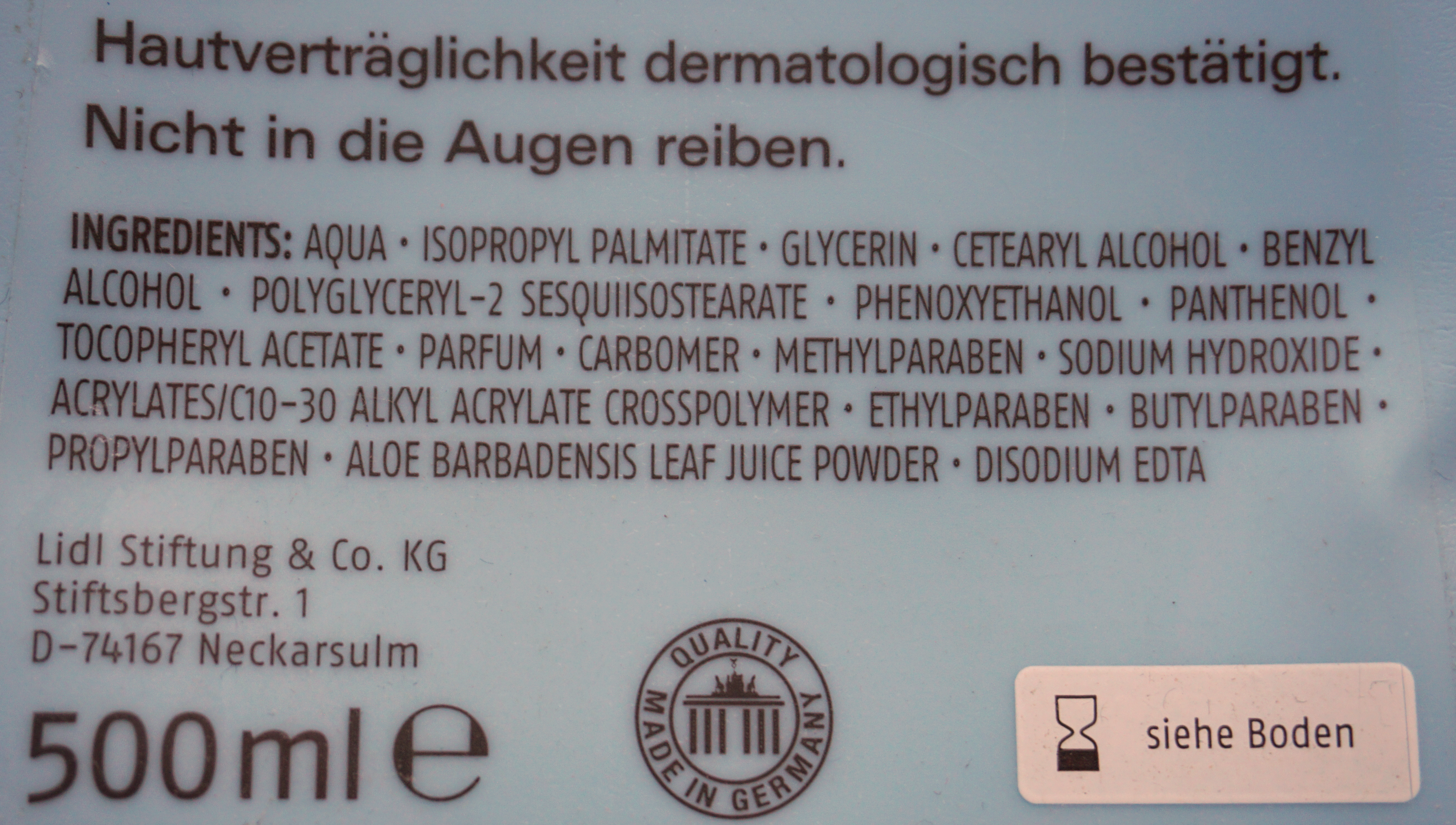
INCI-konforme Angabe der Inhaltsstoffe einer After-Sun-Lotion (2)
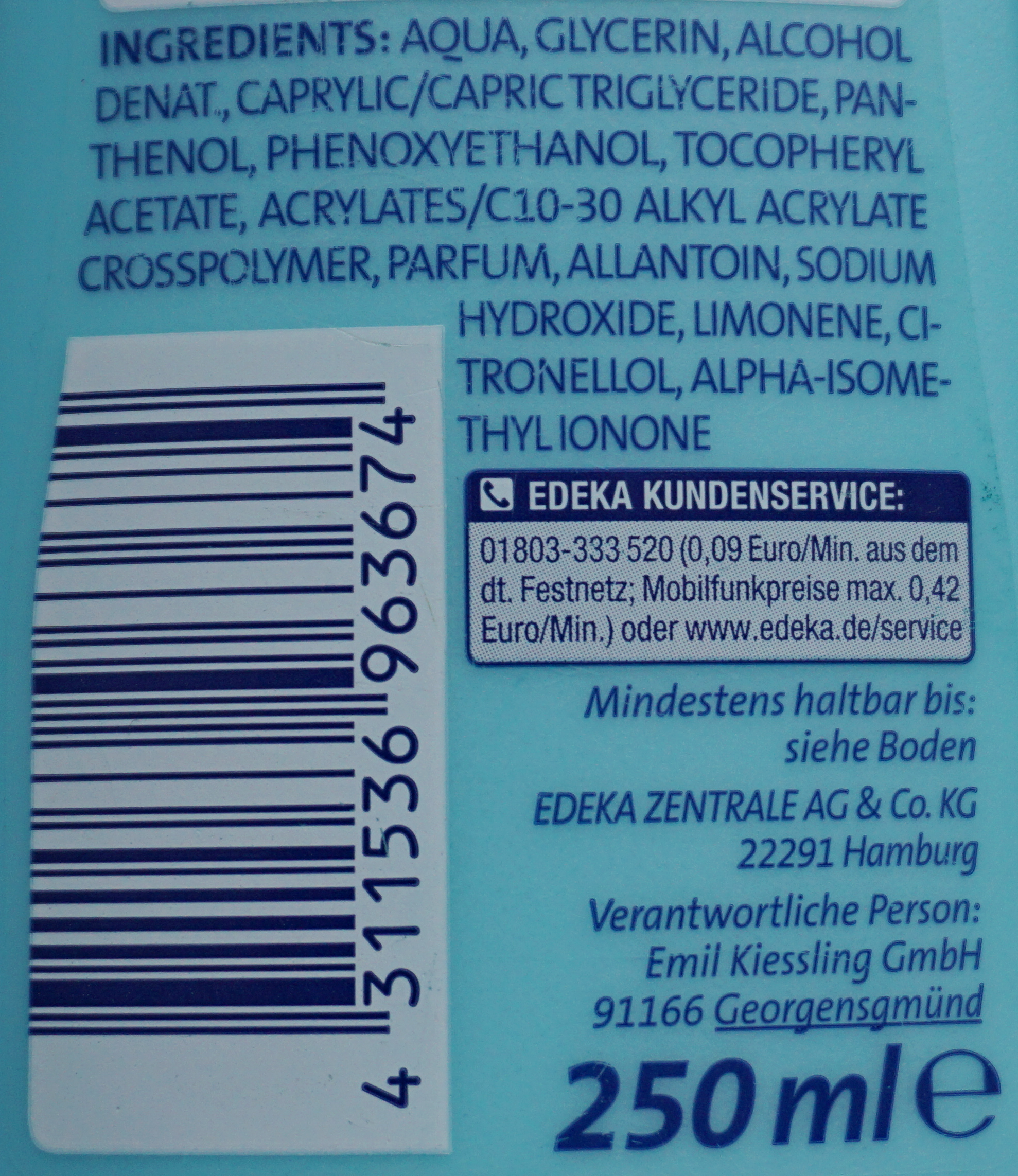
INCI-konforme Angabe der Inhaltsstoffe einer After-Sun-Lotion (3)
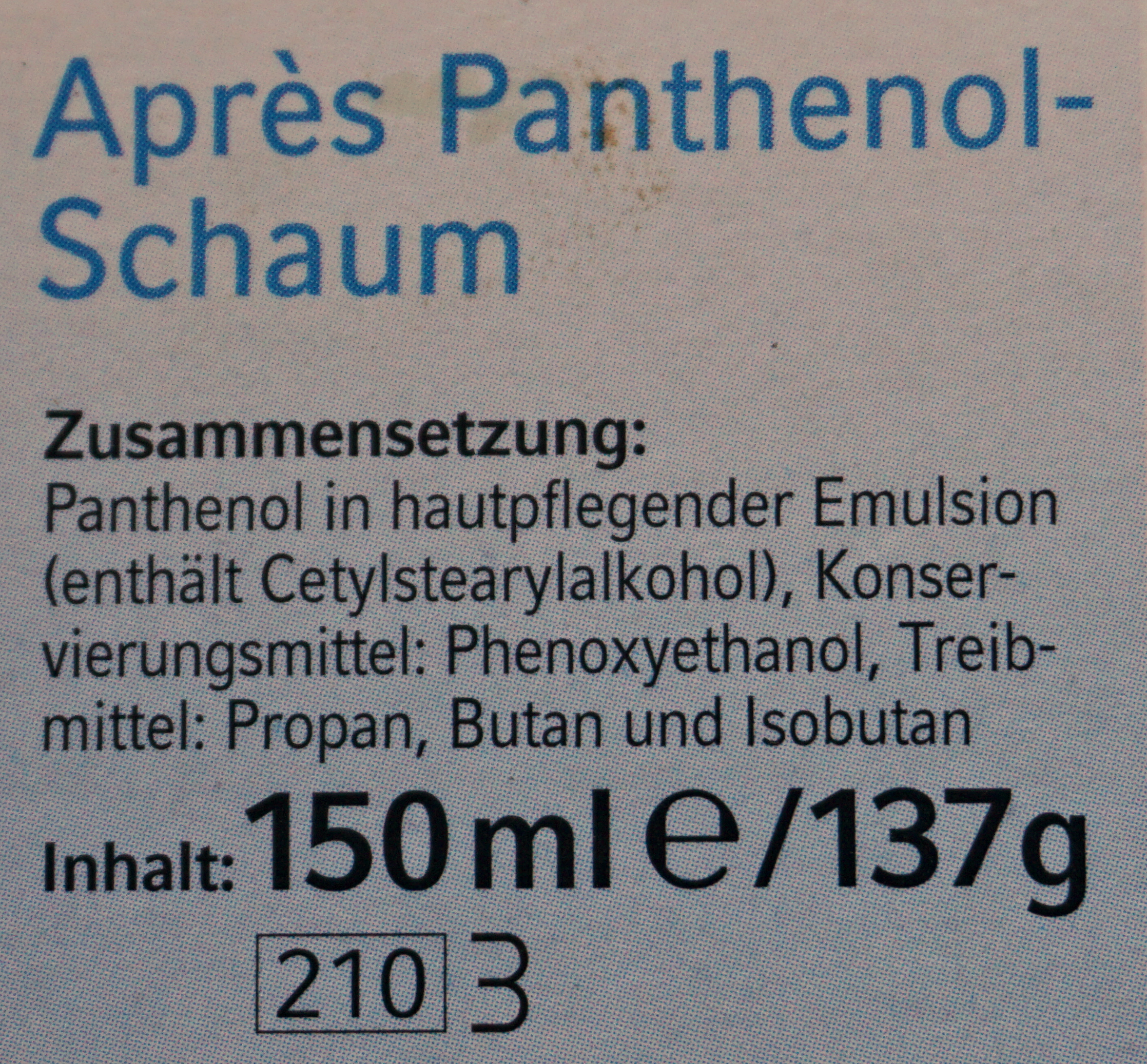
Zusammensetzung eines After-Sun-Schaums

## Wirkungsweise
Entzündungshemmende Substanzen (z. B. Panthenol und Azulen) dienen der Linderung der Erythema und der damit zusammenhängenden Symptome wie Schmerzen und Brennen. Ihre Wirkung gilt im Allgemeinen als schwach. Verbindungen wie Menthol und andere Alkohole wirken kühlend und mildern damit, zumindest kurzfristig, das Gefühl unangenehmer Wärme auf sonnengereizter Haut. Außerdem werden After-Sun-Produkten Substanzen mit antioxidativer Wirkung zugesetzt, mit dem Ziel, den erschöpften Pool an dermalen Antioxidantien aufzufüllen und somit das Abwehrsystem der Haut zu stärken.
Gegenstand aktueller Forschungen sind außerdem Photolyasen, welche die Auflösung von UV-induzierten Cyclobutan-Pyrimidin-Dimeren (CPD) ermöglichen. Diese CPDs sind für die Schädigung der DNA in Organismen verantwortlich.